# Naissance en 1926
Naissance
- 1922
- 1923
- 1924
- 1925
- 1926
- 1927
- 1928
- 1929
- 1930

Cette page dresse une liste de personnalités nées au cours de l'année 1926 présentée dans l'ordre chronologique.
La liste des personnes référencées dans Wikipédia est disponible dans la page de la Catégorie: Naissance en 1926.

## Janvier
- 1er janvier :
  - Michel Ameller, haut fonctionnaire français († 28 septembre 2022).
  - Jacqueline Casalegno, femme d'affaires camerounaise († 23 janvier 2019).
  - Momo Wandel Soumah, chanteur, compositeur et saxophoniste guinéen († 15 juin 2003).
- 2 janvier : 
  - Howard Caine, acteur américain († 28 décembre 1993).
  - Helen Moloney, artiste vitrailliste irlandaise († 6 mars 2011).
  - Zaharije Trnavčević, homme politique serbe († 13 janvier 2016).
  - Vira Vovk, écrivaine, poétesse et traductrice brésilienne et ukrainienne († 16 juillet 2022).
- 3 janvier :
  - Marie Clay, chercheuse néo-zélandaise en pédagogie († 13 avril 2007).
  - George Martin, producteur des Beatles († 8 mars 2016).
  - Vladimir Stojarov, peintre soviétique († 22 novembre 1973).
- 4 janvier :
  - Henri Burda, joueur et entraîneur de football français d'origine polonaise († 29 octobre 1965).
  - Margareta Niculescu, artiste, marionnettiste, metteur en scène, pédagogue et directrice de théâtre roumaine († 19 août 2018).
  - Yvon Pradel, dramaturge et poète français († 28 avril 2022).
- 5 janvier : Walther Leisler Kiep, homme politique allemand († 9 mai 2016).
- 6 janvier :
  - Ralph Branca, joueur de baseball américain († 23 novembre 2016).
  - Mickey Hargitay, culturiste et acteur américain d'origine hongroise († 14 septembre 2006).
  - Walter Hayman, mathématicien britannique († 1er janvier 2020).
  - Enzo Sacchi, coureur cycliste italien († 12 juillet 1988).
  - Armando Silvestre, acteur mexicain († 3 juin 2024).
- 7 janvier : 
  - Kim Jong-pil, homme d'État et militaire sud-coréen († 23 juin 2018).
  - Omer Šipraga, homme politique bosnien († 7 avril 2012).
- 8 janvier :
  - Jani Christou, compositeur grec († 8 janvier 1970).
  - Hanae Mori, styliste japonaise († 11 août 2022).
- 9 janvier : Bucky Pizzarelli, guitariste de jazz américain († 1er avril 2020).
- 10 janvier :
  - Bernard Damiano, peintre et sculpteur italien († 23 juin 2000).
  - Jesús Loroño, coureur cycliste espagnol († 12 août 1998).
  - Júlio Pomar, peintre portugais († 22 mai 2018).
- 11 janvier :
  - Lev Demine, cosmonaute soviétique († 18 décembre 1998).
  - Giusto Pio, violoniste italien († 12 février 2017).
  - Eberhard Zeidler, architecte canadien († 7 janvier 2022).
- 12 janvier :
  - Raymond Casas, mémorialiste français, militant du parti communiste français († 9 novembre 2016).
  - Morton Feldman, compositeur américain († 3 septembre 1987).
- 13 janvier :
  - Ahmed Ben Salah, homme politique et syndicaliste tunisien († 16 septembre 2020).
  - Michael Bond, auteur de littérature pour la jeunesse britannique († 27 juin 2017).
- 15 janvier :
  - Charles Bauza Donwahi, homme d'État Ivoirien († 2 août 1997).
  - Karl-Alfred Jacobsson, footballeur suédois († 4 mars 2015).
- 17 janvier : 
  - Medina Gulgun, poétesse azéri († 17 février 1991).
  - Rafael Díaz-Balart, homme politique cubain († 6 mai 2006).
- 18 janvier :
  - Jeannie Dumesnil, peintre française († 21 juin 2000).
  - Ivan Mrázek, entraîneur de basket-ball tchécoslovaque puis tchèque († 5 avril 2019).
- 19 janvier : Fritz Weaver, acteur américain († 26 novembre 2016).
- 21 janvier : 
  - Franco Evangelisti, compositeur italien († 28 janvier 1980).
  - Roger Taillibert, architecte français († 3 octobre 2019).
- 22 janvier : Aurèle Nicolet, flûtiste suisse († 29 janvier 2016).
- 23 janvier :
  - Claude Geffré, théologien dominicain français († 9 février 2017).
  - Blaoui Houari, auteur, compositeur et interprète algérien († 19 juillet 2017).
  - Paul Van Melle, poète et éditeur belge († 15 mai 2017).
  - Larry Weinberg, promoteur immobilier américain († 1er janvier 2019).
- 24 janvier :
  - Robert Delpire, éditeur, galeriste, producteur de cinéma, publicitaire et commissaire d'exposition français († 26 septembre 2017).
  - Georges Lautner, cinéaste français († 22 novembre 2013).
- 25 janvier :
  - Youssef Chahine, cinéaste égyptien († 27 juillet 2008).
  - Gohar Vartanian, espionne soviétique († 25 novembre 2019).
- 26 janvier :
  - Shoshana Arbeli-Almozlino, femme politique israélienne († 12 juin 2015).
  - Ronnie Hilton, chanteur britannique († 21 février 2001).
  - Simon Janczewski, footballeur français († 5 janvier 1989).
  - Max Pagès, psychosociologue et professeur d'université français († 25 mai 2018).
- 27 janvier :
  - Peter Jackson, écrivain et photographe britannique († 8 décembre 2016).
  - Ingrid Thulin, actrice suédoise († 7 janvier 2004).
- 28 janvier : Abdul-Karim Mousavi Ardebili, religieux, marja du chiisme et homme politique iranien († 23 novembre 2016).
- 30 janvier : 
  - Vassili Arkhipov, Marine soviétique ayant empêché le feu nucléaire pendant la Crise des missiles de Cuba († 19 août 1998).
  - Tish Daija, compositeur et footballeur albanais († 3 octobre 2004).
- 31 janvier :
  - Johannes Joachim Degenhardt, cardinal allemand, archevêque de Paderborn († 25 juillet 2002).
  - Lev Roussov, peintre russe († 20 février 1987)

## Février
- 1er février :
  - Nancy Gates, actrice américaine († 24 mars 2019).
  - Paul Guiramand, peintre et graveur français († 8 décembre 2007).
- 2 février :
  - Valéry Giscard d'Estaing, homme d'État français († 2 décembre 2020).
  - Alain Métayer, sculpteur français († 22 mai 2010).
  - Bravo Miguel Obando, cardinal nicaraguéen, archevêque émérite de Managua († 3 juin 2018).
  - Mimi Perrin, pianiste, chanteuse de jazz et traductrice française († 16 novembre 2010).
  - Fritz Stern, historien américain d’origine allemande († 18 mai 2016).
- 3 février : Hans-Jochen Vogel, homme politique allemand († 26 juillet 2020).
- 4 février : Albert Frère, baron et homme d'affaires milliardaire belge († 3 décembre 2018).
- 5 février : Art Simmons, pianiste de jazz américain († 23 avril 2018).
- 6 février :
  - Carmelo Albaladejo, footballeur espagnol († 22 février 1988).
  - Jean-Bernard Raimond, homme politique français († 7 mars 2016).
- 7 février :
  - Estanislao Esteban Karlic, cardinal argentin, archevêque émérite de Parana († 8 août 2025).
  - Mark Taïmanov, joueur d'échecs et pianiste soviétique puis russe († 28 novembre 2016).
- 8 février :
  - Pierre Karli, neurobiologiste français († 21 mai 2016).
  - Sonja Ziemann, actrice allemande († 17 février 2020).
- 9 février : Jean-Marie Girault, homme politique français († 1er mai 2016).
- 10 février :
  - Ernst Gebendinger, gymnaste suisse († 23 mai 2017).
  - Kóstas Mountákis, musicien grec († 31 janvier 1991).
- 11 février :
  - Paul Bocuse, grand chef de la cuisine française († 20 janvier 2018).
  - Leslie Nielsen, acteur canadien († 28 novembre 2010).
- 12 février :
  - Joe Garagiola, Sr., joueur de baseball et commentateur sportif américain († 23 mars 2016).
  - Yves Le Pape, sculpteur d'art religieux français († 23 janvier 2016).
- 13 février : Verner Panton, designer danois († 5 septembre 1998).
- 14 février : Alfred Körner, footballeur autrichien († 23 janvier 2020).
- 15 février : António de Almeida Santos, homme politique portugais († 18 janvier 2016).
- 16 février :
  - David Austin, créateur britannique de roses († 18 décembre 2018).
  - Delia Cecilia Giovanola, militante des droits humains argentine († 18 juillet 2022).
- 17 février : Lee Hoiby, compositeur américain († 28 mars 2011).
- 19 février : Egisto Pandolfini, footballeur italien († 29 janvier 2019).
- 20 février :
  - Adolf Bechtold, footballeur allemand († 8 septembre 2012).
  - Jean Boucher, homme politique fédéral provenant du Québec († 18 décembre 2011).
  - Bobby Jaspar, saxophoniste de jazz belge († 28 février 1963).
  - Alain Richard, designer français († 3 août ou 4 août 2017).
- 22 février :
  - Raoul Giordan, auteur de bande dessinée et peintre français († 18 janvier 2017).
  - Georges Gramme, homme politique belge († 7 février 1985).
  - Bud Yorkin, réalisateur, producteur, scénariste et acteur américain († 18 août 2015).
- 23 février :
  - Christian Habicht, historien allemand († 6 août 2018).
  - Luigi de Magistris, cardinal italien († 16 février 2022).
- 25 février : Akira Tago, psychologue japonais († 6 mars 2016).
- 26 février :
  - Verne Gagne, joueur de football américain, catcheur (lutteur professionnel), promoteur et entraîneur de catch américain († 27 avril 2015).
  - Efraín Sánchez, footballeur international colombien († 16 janvier 2020).
  - Bruce Sutherland, pianiste, professeur de musique et compositeur américain († 8 septembre 2010)
- 27 février : Manuel Antín, réalisateur argentin († 5 septembre 2024).

## Mars
- 1er mars :
  - Robert Clary, acteur français († 16 novembre 2022).
  - Barbara Clegg, actrice et scénariste britannique († 7 janvier 2025).
  - Cesare Danova, acteur italien († 16 mars 1992).
  - Adrien Seguin, peintre français († 22 janvier 2005).
- 2 mars :
  - Bernard Agré, cardinal ivoirien, archevêque émérite d’Abidjan († 9 juin 2014).
  - Ronald Webster, homme politique d'Anguilla († 9 décembre 2016).
- 4 mars :
  - Michel de Bourbon-Parme, militaire, coureur automobile et homme d’affaires français († 7 juillet 2018).
  - Don Rendell, musicien et arrangeur de jazz anglais († 20 octobre 2015).
- 5 mars :
  - François Dilasser, peintre français († 16 septembre 2012).
  - André Zirves, résistant et homme politique luxembourgeois († 8 juillet 2015).
- 6 mars :
  - Pierre Chevalley, peintre, verrier, graveur et professeur de peinture suisse († 8 mai 2006).
  - Marie-Fanny Gournay, femme politique française († 4 février 2020).
  - Andrzej Wajda, cinéaste polonais († 9 octobre 2016).
- 10 mars :
  - Jambyn Batmönkh, homme politique mongol († 14 mai 1997).
  - Gérard Koch, sculpteur français († 31 mars 2014).
- 11 mars :
  - Gaston Berghmans, acteur et humoriste belge d'expression néerlandaise († 21 mai 2016).
  - Paul Paviot, scénariste et réalisateur français († 23 novembre 2017).
  - Thomas Starzl, chirurgien et chercheur américain († 4 mars 2017).
- 12 mars : Arthur A. Hartman, diplomate américain, Ambassadeur des États-Unis en France († 16 mars 2015).
- 13 mars : Fritz Schaer, coureur cycliste suisse († 29 septembre 1997).
- 14 mars :
  - François Bédarida, historien français († 16 septembre 2001).
  - Nicolas Bataille, comédien et metteur en scène de théâtre français († 28 octobre 2008).
  - François Morel, pianiste, chef d’orchestre et compositeur québécois († 14 janvier 2018).
  - Phil Phillips, chanteur et compositeur américain († 14 mars 2020).
  - Calixte Pianfetti, joueur de hockey sur glace français († 1er juillet 2008).
- 16 mars :
  - Jerry Lewis (Joseph Levitch), acteur comique et réalisateur américain († 20 août 2017).
  - Victor Maddern, acteur anglais († 22 juin 1993).
- 17 mars :
  - Peter Atteslander, sociologue suisse († 15 janvier 2016).
  - Pierre Cortellezzi, organiste français († 20 novembre 2015).
  - Jean-Daniel Reynaud, universitaire français († 27 janvier 2019).
- 18 mars : 
  - Jean-Pierre Coudray, psychiatre français († 24 juillet 1989).
  - Claude Garanjoud, peintre français († 20 décembre 2005).
  - Peter Graves, acteur et réalisateur américain († 14 mars 2010).
  - Ángel Peralta, rejoneador espagnol († 7 avril 2018).
- 19 mars : 
  - Bill Henderson, acteur et chanteur de jazz américain († 3 avril 2016).
  - Tony Collins, footballeur britannique († 8 février 2021).
- 21 mars :
  - André Delvaux, cinéaste belge († 4 octobre 2002).
  - Antonino Virduzzo, peintre italien († 23 avril 1982).
- 22 mars : Lucien Demouge, peintre français († 23 février 2005).
- 23 mars :
  - Alan Browning, acteur britannique († 7 septembre 1979).
  - André Grosjean, homme politique français († 8 mars 2015).
- 24 mars : 
  - Desmond Connell, cardinal irlandais, archevêque émérite de Dublin († 21 février 2017).
  - Dario Fo, écrivain, dramaturge, metteur en scène et acteur italien († 13 octobre 2016).
  - Marcel Roncayolo, urbaniste et géographe français († 13 octobre 2018).
  - Martin Shubik, professeur émérite américain naturalisé britannique († 22 août 2018).
  - Ventsislav Yankoff, pianiste bulgare († 8 janvier 2022).
- 25 mars :
  - Derek Bickerton, linguiste et professeur américain († 5 mars 2018).
  - Fernando Morán, diplomate, écrivain et homme politique espagnol († 19 février 2020).
  - Jack Youngerman, peintre et sculpteur américain († 19 février 2020).
- 26 mars : Giovanni Pettinati, coureur cycliste italien († 25 avril 1994).
- 27 mars : Jacques Villeglé, plasticien et peintre français († 6 juin 2022).
- 28 mars :
  - Yves Boiret, architecte français († 25 mars 2018).
  - Cayetana Fitz-James Stuart , aristocrate espagnole, 18e duchesse d'Albe († 20 novembre 2014).
  - Yvon Taillandier, peintre, sculpteur et écrivain français († 3 mars 2018).
- 29 mars : Carl Meinhold, joueur de basket-ball américain († 23 janvier 2019).
- 30 mars :
  - Ingvar Kamprad, entrepreneur suédois († 27 janvier 2018).
  - Thiago de Mello, poète et traducteur brésilien († 14 janvier 2022).
  - Larissa Volpert, joueuse d'échecs et professeur de littérature soviétique puis estonienne († 1er octobre 2017).
- 31 mars :
  - Sydney Chaplin, acteur américain († 3 mars 2009).
  - John Fowles, écrivain britannique († 5 novembre 2005).

## Avril
- 2 avril : Edgar Hilsenrath, écrivain allemand († 30 décembre 2018).
- 3 avril :
  - Virgil Grissom, astronaute américain († 27 janvier 1967).
  - Denis Sonet, prêtre catholique français († 23 septembre 2015).
- 4 avril : Lars Fredrikson, peintre, dessinateur, sculpteur et plasticien suédois († 18 mars 1997).
- 5 avril : Roger Corman, producteur, réalisateur et acteur américain († 9 mai 2024).
- 6 avril :
  - Jeanne Martin Cissé, femme politique guinéenne († 21 février 2017).
  - Randy Weston, musicien, compositeur et pianiste américain de jazz († 1er septembre 2018).
- 7 avril :
  - Miyoko Asō, seiyū japonaise († 25 août 2018).
  - Julio Scherer García, journaliste mexicain († 7 janvier 2015).
- 8 avril :
  - Henry N. Cobb, architecte américain († 2 mars 2020).
  - Jürgen Moltmann, théologien réformé allemand († 3 juin 2024).
- 9 avril :
  - Hugh Hefner, fondateur du magazine érotique "Playboy" († 27 septembre 2017).
  - Harris Wofford, homme politique américain († 21 janvier 2019).
- 12 avril :
  - José Utrera Molina, homme politique espagnol († 22 avril 2017).
  - Alice Pasco, peintre et écrivaine française († 8 juillet 2013).
  - Jane Withers, actrice américaine († 7 août 2021).
- 14 avril :
  - Guy Besse, homme politique français  († 17 décembre 2017).
  - Lucien Israël, médecin cancérologue français († 9 juin 2017).
  - Gloria Jean, actrice américaine († 31 août 2018).
- 15 avril : Walter Huddleston, homme politique américain († 16 octobre 2018).
- 16 avril : Placide Deseille, moine et théologien orthodoxe français († 7 janvier 2018).
- 17 avril :
  - Lucienne Berthon, peintre et réalisatrice de films d'animation française († 30 juillet 2012).
  - Herschel Silverman, poète beat américain († 19 septembre 2015).
- 19 avril : Kim Bok-dong, militante pour les droits de la personne humaine sud-coréenne († 28 janvier 2019).
- 20 avril : Azam Khan, joueur de squash pakistanais († 28 mars 2020).
- 21 avril :
  - Élisabeth II du Royaume-Uni, souveraine du Commonwealth († 8 septembre 2022).
  - Hans-Peter Minetti, acteur allemand († 10 novembre 2006).
- 22 avril : 
  - Xavier Depraz (Xavier Delaruelle), chanteur d'opéra († 18 octobre 1994).
  - Ted Hibberd, joueur de hockey sur glace canadien († 10 mai 2017).
  - Marceau Long, haut fonctionnaire français († 23 juillet 2016).
  - Charlotte Rae, actrice américaine († 5 août 2018).
  - Aaron Spelling, producteur américain de séries télévisées († 23 juin 2006).
- 23 avril :
  - J. P. Donleavy, écrivain irlando-américain († 11 septembre 2017).
  - Michel Humair, peintre suisse († 23 février 2019).
  - Maurice Lemaître, artiste, cinéaste, peintre, écrivain et poète libertaire français († 2 juillet 2018).
- 24 avril :
  - Thorbjörn Fälldin, homme politique suédois († 23 juillet 2016).
  - Daniel Zohary, botaniste israélien († 16 décembre 2016).
- 27 avril :
  - Harold Conklin, anthropologue, linguiste et botaniste américain († 18 février 2016).
  - Dionizije Dvornić, footballeur yougoslave puis croate († 30 octobre 1992).
- 28 avril : 
  - Harper Lee, romancière américaine († 19 février 2016).
  - Micheline Boudet, comédienne française († 5 juillet 2022).
- 29 avril : Jacob Jensen, designer industriel danois († 15 mai 2015).
- 30 avril :
  - Taeko Kōno, critique littéraire et écrivaine japonaise († 29 janvier 2015).
  - Cloris Leachman, actrice américaine († 27 janvier 2021).
  - François Morellet, Peintre, graveur et sculpteur français († 10 mai 2016).

## Mai
- 1er mai : Antonio Noguera, footballeur espagnol († 22 août 2001).
- 3 mai :
  - John Bevan Baker, compositeur britannique († 24 juin 1994).
  - Josette Coras, peintre, graveuse et dessinatrice française († 2 mars 2008).
  - Rafael Romero Marchent, acteur, réalisateur et scénariste espagnol († 13 février 2020).
- 4 mai :
  - Geta Brătescu, artiste roumaine, pionnière de l'art conceptuel en Roumanie († 19 septembre 2018).
  - Enzo Garinei, acteur italien († 25 août 2022).
  - Henri Hours, archiviste et historien français († 16 octobre 2017).
  - Roland Leroy, homme politique et journaliste français († 24 février 2019).
- 5 mai : Bing Russell, acteur et scénariste américain († 8 avril 2003).
- 6 mai : Andrew Mlangeni, militant politique sud-africain anti-apartheid († 21 juillet 2020).
- 7 mai :
  - Joey Bishop, acteur américain († 18 octobre 2021).
  - Jaroslav Kurzweil, mathématicien tchécoslovaque puis tchèque († 17 mars 2022).
  - Giovanni Rossi, coureur cycliste suisse († 17 septembre 1983).
  - Arne Skarpsno, philanthrope norvégien († 22 mars 2008).
- 8 mai : 
  - David Attenborough, rédacteur scientifique, écrivain et naturaliste britannique.
  - Don Rickles, humoriste et acteur américain († 6 avril 2017).
- 9 mai : Bernard de Fallois, éditeur français († 2 janvier 2018).
- 10 mai :
  - Hugo Banzer Suárez, homme politique bolivien († 5 mai 2002).
  - Vladimir Tatossov, acteur soviétique puis russe († 24 décembre 2021).
- 12 mai : François Perigot, homme d'affaires et syndicaliste français († 7 janvier 2022).
- 13 mai :
  - Joy Coghill, actrice canadienne († 20 janvier 2017).
  - Douglas Cowie, footballeur puis entraîneur écossais († 27 novembre 2021).
- 14 mai : Lucien Malson, philosophe, écrivain, sociologue et critique musical français († 27 janvier 2017).
- 15 mai : Regis Cordic, acteur américain († 16 avril 1999).
- 17 mai :
  - Karl Lieffen, acteur allemand († 13 janvier 1999).
  - Dimitri Romanovitch de Russie, prince de Russie († 31 décembre 2016).
- 18 mai : Martin Bregman, producteur de cinéma américain († 16 juin 2018).
- 19 mai :
  - Fernand Raynaud, humoriste français († 28 septembre 1973).
  - Tadashi Sawashima, réalisateur et metteur en scène japonais († 27 janvier 2018).
- 21 mai :
  - Jeannette Hubert, réalisatrice française de télévision († 30 janvier 2015).
  - Elihu Katz, sociologue américano-israélien († 31 décembre 2021).
- 22 mai :
  - Georges Rol, évêque catholique français, évêque émérite d'Angoulême († 13 avril 2017).
  - Elek Bacsik, guitariste et violoniste de jazz hongrois († 14 février 1993).
- 25 mai :
  - Claude Akins, acteur américain († 27 janvier 1994).
  - Miles Davis, trompettiste américain († 28 septembre 1991).
- 26 mai :
  - Paul Destribats, collectionneur d’œuvres d’art français († 24 octobre 2017).
  - Joseph Horovitz, compositeur et chef d'orchestre britannique († 9 février 2022).
- 27 mai :
  - Jorge-Maria Hourton Poisson, évêque catholique français († 5 décembre 2011).
  - Marcel Renaud, sportif français spécialisé dans le canoë-kayak († 5 décembre 2016).
  - Kees Rijvers, footballeur néerlandais († 4 mars 2024).
- 28 mai : Van Doude, acteur néerlandais († 18 août 2018).
- 29 mai : 
  - Charles Denner, acteur français († 10 septembre 1995).
  - Teodoro González de León, architecte mexicain († 16 septembre 2016).
  - Abdoulaye Wade, homme d'État sénégalais.
  - Louis Velle, acteur français († 2 février 2023).
- 30 mai :
  - Roger Buchonnet, coureur cycliste français († 3 mars 2001).
  - Johnny Gimble, musicien américain († 9 mai 2015).

## Juin
- 1er juin :
  - Bernard Langevin, alpiniste, guide de haute montagne, militant communiste et résistant FTP français († 14 juin 2018).
  - Marilyn Monroe, actrice américaine († 5 août 1962).
  - Aubrey Morris, acteur britannique († 15 juillet 2015).
  - Richard Schweiker, homme politique américain († 31 juillet 2015).
- 3 juin :
  - Allen Ginsberg, écrivain américain († 5 avril 1997).
  - Flora MacDonald, femme politique canadienne († 26 juillet 2015).
- 5 juin :
  - Gurgen Dalibaltayan, militaire soviétique, puis arménien († 1er septembre 2015).
  - Peter George Peterson, homme d'affaires, financier, philanthrope, auteur et homme politique américain († 20 mars 2018).
  - Hélène Védrine, philosophe française, agrégée de philosophie, professeur émérite de philosophie à l'université Paris I Panthéon Sorbonne († 23 mars 2019).
- 6 juin :
  - Leone Cimpellin, auteur de bande dessinée italien († 27 mars 2017).
  - René Mella, chanteur français († 30 septembre 2019).
- 7 juin :
  - José María Blázquez Martínez, historien espagnol († 27 mars 2016).
  - Jean-Noël Tremblay, homme politique canadien († 23 janvier 2020).
- 8 juin :
  - Philippe Castelli, acteur français († 20 avril 2006).
  - Moya O'Sullivan, actrice australienne († 16 janvier 2018).
- 9 juin :
  - Jimmy Gourley, guitariste de jazz américain († 7 décembre 2008).
  - Carlo Nell, humoriste, chanteur et comédien français († 7 février 2016).
  - Happy Rockefeller, deuxième dame des États-Unis en tant qu'épouse du vice-président des États-Unis Nelson Rockefeller († 19 mai 2015).
- 10 juin :
  - Lionel Jeffries, acteur, réalisateur et scénariste britannique († 19 février 2010).
  - Henri Minczeles, journaliste, historien et responsable communautaire juif français († 10 mars 2017).
  - Jérôme Peignot, poète, écrivain français († 19 juillet 2025).
- 11 juin : Maguelonne Toussaint-Samat, femme de lettres, auteure de romans policiers, de littérature d'enfance et de jeunesse et de livres de cuisine français († 4 juin 2018).
- 12 juin :
  - Amadeo Carrizo, footballeur argentin († 20 mars 2020).
  - Gilbert Larriaga, réalisateur de télévision français († 3 février 2019).
- 13 juin : Gabriel Pomerand, poète et peintre lettriste français († 26 juin 1972).
- 14 juin :
  - Hermann Kant, auteur allemand († 14 août 2016).
  - Don Newcombe, joueur baseball américain († 19 février 2019).
- 15 juin : François Michelin, industriel français († 29 avril 2015).
- 16 juin : 
  - Gay Gibson, actrice britannique († 18 octobre 1947).
  - Efraín Ríos Montt, militaire et homme d'État guatémaltèque († 1er avril 2018).
- 18 juin : Raoul Hunter, caricaturiste et sculpteur canadien († 10 décembre 2018).
- 20 juin : Louis Berlinguet, biochimiste canadien († 21 janvier 2018).
- 21 juin : 
  - Johanna Quandt, femme d'affaires allemande († 3 août 2015).
  - Lou Ottens, ingénieur néerlandais inventeur de la cassette audio († 6 mars 2021).
- 22 juin :
  - George Englund, monteur, réalisateur, producteur et acteur américain († 14 septembre 2017).
  - Tadeusz Konwicki, écrivain et réalisateur polonais († 7 janvier 2015).
- 23 juin : Arnaldo Pomodoro, sculpteur italien († 22 juin 2025).
- 24 juin : 
  - Francesca Pometta, diplomate suisse († 16 mars 2016).
  - Barbara Scofield, joueuse de tennis américaine († 31 janvier 2023).
  - Hans Günter Winkler, cavalier de saut d'obstacles allemand († 9 juillet 2018).
- 25 juin : 
  - Ingeborg Bachmann, écrivaine autrichienne († 17 octobre 1973).
  - Stig Sollander, skieur alpin suédois († 12 décembre 2019).
- 26 juin :
  - Victor Fotso, homme d'affaires et industriel camerounais († 19 mars 2020).
  - Sibghatullah Mojaddedi, homme d'État afghan; Président de l'État islamique d'Afghanistan († 11 février 2019).
  - Marian Turski, historien et journaliste polonais († 18 février 2025).
- 27 juin :
  - Gracia Barrios, peintre chilienne († 28 mai 2020).
  - Leonard Ceglarski, joueur de hockey sur glace américain († 16 décembre 2017).
  - Francis Rapp, universitaire et historien médiéviste français († 29 mars 2020).
- 28 juin : Mel Brooks, réalisateur américain.
- 29 juin :
  - Roger Stuart Bacon, homme politique néo-écossais († 4 octobre 2021).
  - Pierre Barbotin, coureur cycliste français († 19 février 2009).
  - John Collum, acteur américain  († 28 août 1962).
- 30 juin : Paul Berg, biochimiste américain († 15 février 2023).

## Juillet
- 1er juillet : 
  - Fernando Corbató, informaticien américain(† 12 juillet 2019).
  - Éric Rouleau, journaliste, écrivain et diplomate français († 25 février 2015).
- 2 juillet
  - Jacques Gautheron, dirigeant sportif français († 8 décembre 2019).
  - Isidro Flotats, footballeur espagnol († 12 mars 2014).
- 3 juillet : 
  - Rae Allen, actrice américaine († 6 avril 2022).
  - Evelyn Anthony, écrivaine britannique († 25 septembre 2018).
  - Pierre Drai, magistrat français († 18 avril 2013).
- 4 juillet :
  - Alfredo Di Stéfano, footballeur hispano-argentin, star du Real Madrid de 1953 à 1964 († 7 juillet 2014).
  - Alfred Müller, acteur allemand († 2 décembre 2010).
- 6 juillet : Serge Roullet, réalisateur et écrivain français († 14 février 2023).
- 7 juillet : 
  - Nuon Chea, ancien premier ministre khmer rouge († 4 août 2019).
  - Thorkild Simonsen, homme politique danois († 4 septembre 2022).
  - F. Griffith Pearson, médecin canadien.
- 8 juillet :
  - John Dingell, homme politique américain († 7 février 2019).
  - Mathilde Krim, chercheuse américaine en génétique († 15 janvier 2018).
- 9 juillet : 
  - Murphy Anderson, dessinateur et encreur de bande dessinée américain († 22 octobre 2015).
  - Gérard Desnoyers Montes, journaliste, professeur, écrivain, éditeur et conférencier haïtien.
  - Ben Roy Mottelson, physicien américano-danois († 13 mai 2022).
- 10 juillet : Djaba Iosseliani, homme politique géorgien, criminel, et chef de l'organisation paramilitaire Mkhedrioni († 4 mars 2003).
- 11 juillet :
  - Joe Houston, saxophoniste de rhythm and blues américain († 28 décembre 2015).
  - Pierre-Faustin Maleombho, homme politique centrafricain († 1976).
  - Teddy Reno, chanteur, acteur et producteur italien naturalisé suisse.
  - Patrick Wymark, acteur britannique († 20 octobre 1970).
- 12 juillet : 
  - Siti Hasmah Mohamad Ali, épouse de l'ancien Premier ministre malaisien Mahathir Mohamad.
  - Miroslav Baumruk, joueur de basket-ball tchécoslovaque.
  - Paul Burke, acteur américain († 13 septembre 2009).
  - Vojtech Adamec, compositeur, chef d'orchestre et enseignant slovaque († 27 avril 1973).
- 13 juillet : Guy Ébrard, médecin et homme politique français († 17 avril 2017).
- 14 juillet :
  - Jean Cottard, Maître d'armes français († 30 novembre 2020).
  - Harry Dean Stanton, acteur américain († 15 septembre 2017).
- 15 juillet :
  - Raymond Gosling, scientifique britannique († 18 mai 2015).
  - André Helluin, peintre français († 23 novembre 2015).
  - Louttre.B, peintre et un graveur français († 6 avril 2012).
- 16 juillet :
  - Émile Degelin, scénariste, monteur et réalisateur belge († 20 mai 2017).
  - Ivan Horvat, joueur et entraîneur de football yougoslave puis croate († 27 août 2012).
  - Irwin Rose, biochimiste américain († 2 juin 2015).
- 17 juillet : Willis Carto, militant politique américain d'extrême droite († 26 octobre 2015).
- 18 juillet :
  - Ashton Chase, homme politique guyanien († 10 juillet 2023).
  - Bryan Johnson, acteur et chanteur anglais († 18 novembre 1995).
  - Ernst Larsen, athlète norvégien spécialiste du 3 000 mètres steeple († 2 décembre 2015).
  - Margaret Laurence, écrivaine canadienne († 5 janvier 1987).
  - Bernard Pons, homme politique français († 27 avril 2022).
- 19 juillet : Helen Gallagher, actrice américaine († 24 novembre 2024).
- 20 juillet : Jacques Dumas-Lairolle, homme politique français († 27 février 2008).
- 21 juillet : 
  - Norman Jewison, acteur, réalisateur et producteur canadien († 20 janvier 2024).
  - Bill Pertwee, acteur britannique († 27 mai 2013).
  - Sim (Simon Berryer), acteur et humoriste français († 6 septembre 2009).
- 22 juillet :
  - Bryan Forbes, réalisateur de cinéma, acteur, scénariste et producteur britannique († 8 mai 2013).
  - Yehuda Lerner, prisonnier juif du camp d'extermination de Sobibor, impliqué le soulèvement du camp († 2007).
- 23 juillet :
  - Erminie Cohen, femme d'affaires et sénatrice canadienne († 15 février 2019).
  - Robert McCormick Adams, anthropologue et archéologue américain († 27 janvier 2018).
  - Ludvík Vaculík, écrivain et journaliste tchèque († 6 juin 2015).
- 24 juillet :
  - Jean-Paul Auffray, physicien et historien des sciences français († 22 mars 2022).
  - Colin Low, producteur, réalisateur, scénariste, directeur de la photographie et monteur canadien († 24 février 2016).
  - Hans Günter Winkler, cavalier de saut d'obstacles allemand († 9 juillet 2018).
- 25 juillet
  - Monique Pelletier, femme politique française.
  - Beatriz Segall, actrice brésilienne († 5 septembre 2018).
- 26 juillet :
  - James Best, acteur américain († 6 avril 2015).
  - Jacques Voyet, peintre, sculpteur, décorateur et metteur en scène de théâtre français († 12 janvier 2010).
- 27 juillet : Alexandre Matheron, philosophe français († 7 janvier 2020).
- 28 juillet : Inna Makarova, actrice soviétique puis russe († 25 mars 2020).
- 29 juillet :
  - Dominique Appia, artiste suisse († 8 janvier 2017).
  - Zíbia Gasparetto, écrivaine brésilienne († 10 octobre 2018).
  - J.-J.-J. Rigal, graveur, peintre et sculpteur français († 24 février 1997).
- 31 juillet :
  - Noah Klieger, journaliste et écrivain israélien († 13 décembre 2018).
  - Hilary Putnam, philosophe américain († 13 mars 2016).

## Août
- 1er août :
  - Theo Adam, baryton-basse, chanteur d'opéras et d'oratorios allemand († 10 janvier 2019).
  - Pierre Hennebelle, peintre et pianiste de jazz français († 17 août 2013).
- 2 août : 
  - Giancarlo Bergamini, escrimeur italien († 4 février 2020).
  - Hang Thun Hak, premier ministre cambodgien († 18 avril 1975).
  - Georges Habache, nationaliste palestinien († 26 janvier 2008).
- 3 août :
  - Gérard Calvet, peintre et sculpteur français († 6 mars 2017).
  - Tony Bennett, chanteur américain(† 21 juillet 2023).
- 4 août : Benjamin Orenstein, rescapé polonais d'Auschwitz († 10 février 2021).
- 5 août :
  - Clifford Husbands, homme d'État barbadien († 11 octobre 2017).
  - Lewis T. Preston, américain, huitième président du groupe de la Banque mondiale († 4 mai 1995).
- 6 août :
  - Frank Finlay, acteur de théâtre et de cinéma britannique d'origine irlandaise († 30 janvier 2016).
  - Janet Opal Jeppson, romancière américaine († 25 février 2019).
  - Aníbal Sampayo, poète, chanteur, guitariste, harpiste et compositeur uruguayen († 10 mai 2007).
- 7 août :
  - Stan Freberg, acteur, scénariste, compositeur et réalisateur américain († 7 avril 2015).
  - John Marsh, homme politique américain († 4 février 2019).
  - Jean-Claude Touche, musicien français († 29 août 1944).
- 8 août :
  - Richard Anderson, acteur américain († 31 août 2017).
  - Urbie Green, tromboniste de jazz américain († 31 décembre 2018).
  - Alexandre Nadson, visiteur apostolique biélorusse († 15 avril 2015).
- 9 août : Mabel Deware, sportive et femme politique canadienne († 17 août 2022).
- 10 août : Marie-Claire Alain, organiste française († 26 février 2013).
- 11 août :
  - Ron Bontemps, joueur de basket-ball américain († 13 mai 2017).
  - Aaron Klug, physicien biologique et chimiste britannique d'origine juive lituanienne († 20 novembre 2018).
  - José María Ortiz de Mendíbil, arbitre espagnol de football († 15 septembre 2015).
- 12 août :
  - Douglas Croft, acteur américain († 24 octobre 1963).
  - John Derek, acteur, réalisateur et photographe américain († 22 mai 1998).
  - George Dickie, philosophe américain † 24 mars 2020).
  - Francis Salles, peintre français († 26 août 2003).
  - René Vignal, footballeur français († 20 novembre 2016).
- 13 août : 
  - Fidel Castro, homme politique et président cubain († 25 novembre 2016).
  - Dalton McGuinty (père), professeur, homme politique et père du premier ministre de l'Ontario Dalton McGuinty et du député fédéral de Ottawa-Sud David McGuinty († 16 mars 1990).
  - Manolo Rodríguez, coureur cycliste espagnol († 20 octobre 1997).
- 14 août :
  - Agostino Cacciavillan, cardinal italien († 5 mars 2022).
  - René Goscinny, écrivain, humoriste et scénariste de bandes dessinées français († 5 novembre 1977).
  - Buddy Greco, chanteur et pianiste américain († 10 janvier 2017).
- 15 août : 
  - Konstantínos Stephanópoulos, homme d'État grec († 20 novembre 2016).
  - Ivy Bottini, militante des droits des femmes et des personnes LGBT américaine († 25 février 2021).
- 17 août :
  - Raymond Lory, homme politique français († 28 janvier 2018).
  - Maurice Lusien, nageur français († 10 mars 2017).
  - George Melly, musicien et chanteur anglais de jazz et de blues († 5 juillet 2007).
  - Jean Poiret, comédien français († 14 mars 1992).
- 18 août :
  - Hind Azouz, speakerine, productrice de radio et écrivaine tunisienne († 8 février 2015).
  - Gamil Ratib, comédien, et producteur de cinéma franco-égyptien († 19 septembre 2018).
- 19 août : Angus Scrimm, acteur américain († 9 janvier 2016).
- 20 août : Hocine Aït Ahmed, homme politique algérien († 23 décembre 2015).
- 21 août :
  - Pavel Brázda, peintre tchécoslovaque puis tchèque († 17 décembre 2017).
  - José Becerril, footballeur espagnol († 30 mai 1982).
  - René Guthmuller, footballeur français († 7 avril 2012).
  - Marian Jaworski, cardinal ukrainien, archevêque émérite latin de Lviv († 5 septembre 2020).
- 22 août :
  - Red Fisher, journaliste canadien († 19 janvier 2018).
  - Lois Hall, actrice américaine († 21 décembre 2006).
- 23 août : Charles Aubecq, homme politique belge († 22 février 2015).
- 25 août : Khalida Safarova, peintre azerbaïdjanaise († 23 décembre 2005).
- 27 août : Krasno, peintre, sculpteur et graveur français d'origine argentine († 10 juin 1982).
- 29 août : Jerry Thorpe, producteur et réalisateur américain († 25 septembre 2018).
- 30 août : Robert Sarrabère, évêque catholique français, évêque émérite d'Aire et Dax († 11 janvier 2017).

## Septembre
- 1er septembre :
  - Antonio Abenoza, footballeur espagnol († 26 juin 1953).
  - Stanley Cavell, écrivain et philosophe américain († 19 juin 2018).
- 2 septembre : Takna Jigme Sangpo, prisonnier politique chinois († 17 octobre 2020).
- 3 septembre :
  - Ernie Henry saxophoniste de jazz américain († 29 décembre 1957).
  - Irène Papas, actrice et chanteuse grecque († 14 septembre 2022).
- 4 septembre :
  - Johannes Geiss, physicien germano-suisse († 30 janvier 2020).
  - Bert Olmstead, joueur de hockey sur glace canadien († 16 novembre 2015).
- 5 septembre : Julio García Espinosa, scénariste et réalisateur cubain († 13 avril 2016).
- 6 septembre : 
  - Jacques Kalisz, architecte français († 5 mars 2002).
  - Jean Muselli, acteur français († 15 mars 1968).
- 7 septembre :

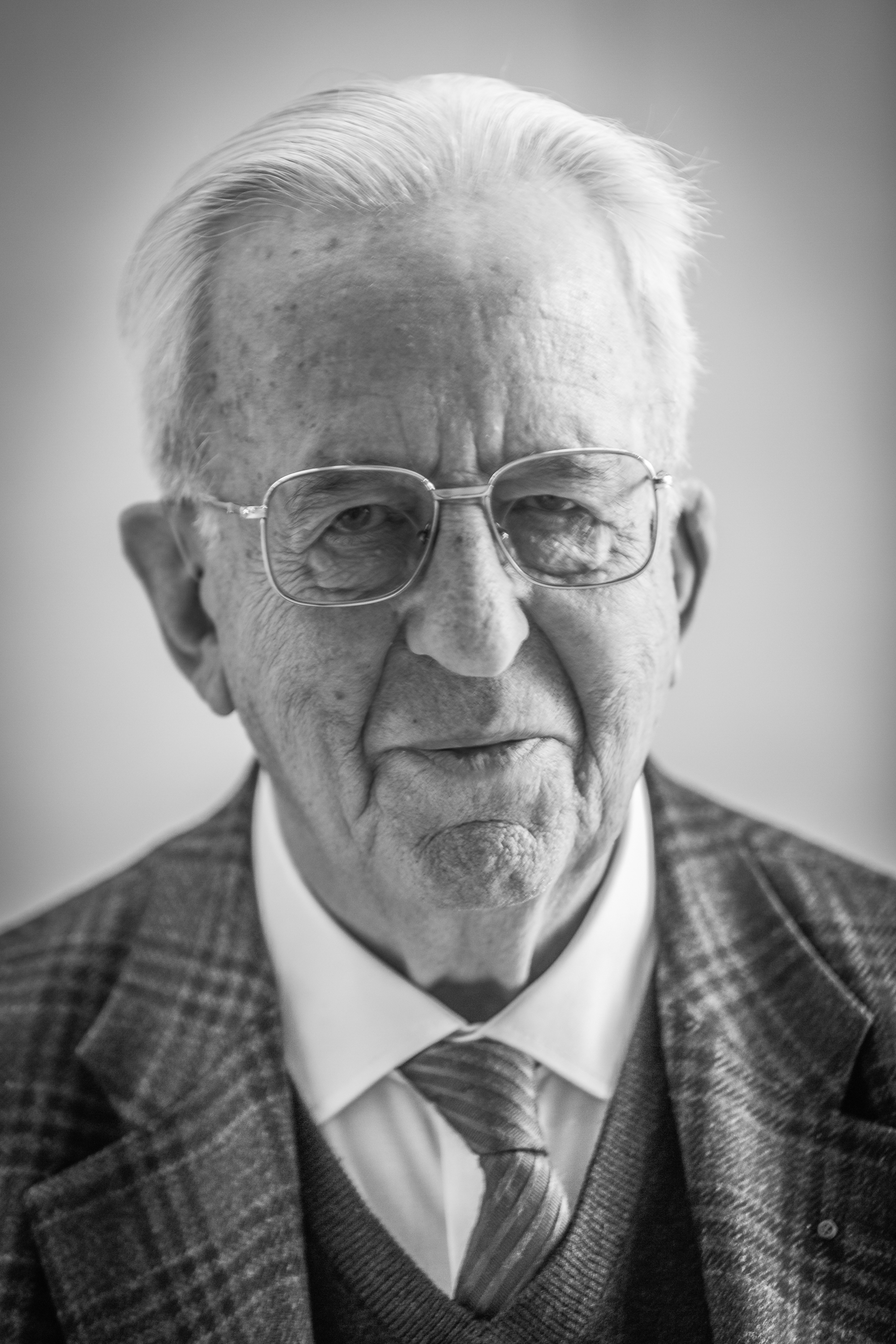
François Amoudruz, résistant français

  - François Amoudruz, résistant français († 21 juillet 2020).François Amoudruz, résistant françaisRonnie Gilbert, chanteuse folk, compositrice, actrice et militante politique américaine († 6 juin 2015).
  - Ivone Ramos, autrice capverdienne († 3 mars 2018).
  - Ed Warren, démonologue et écrivain américain († 23 août 2006).
- 8 septembre : Jean Miotte, peintre français contemporain mis en rapport avec l'Abstraction lyrique († 1er mars 2016).
- 9 septembre : 
  - German Zonin, footballeur puis entraîneur soviétique puis russe († 26 novembre 2021).
  - Charles Dunan, Jr., homme politique américain († 18 octobre 2022).
- 11 septembre : Jacques Delepaut, footballeur français († 13 octobre 1992).
- 12 septembre :
  - Bona, peintre, écrivaine et poète française († 25 août 2000).
  - Jun'ichi Nishizawa, ingénieur japonais († 21 octobre 2018).
- 13 septembre : Emile Francis, joueur et entraineur de hockey sur glace canadien († 19 février 2022).
- 14 septembre :
  - Michel Butor, poète, romancier, enseignant, essayiste, critique d'art et traducteur français († 24 août 2016).
  - Carmen Franco, marquise de Villaverde, première duchesse de Franco et Grande d'Espagne († 29 décembre 2017).
- 15 septembre :
  - Shōhei Imamura, réalisateur japonais († 30 mai 2006).
  - Jean-Pierre Serre, mathématicien français.
- 17 septembre :
  - Jean-Marie Lustiger, cardinal français († 5 août 2007).
  - Jack McDuff, organiste de jazz américain († 23 janvier 2001).
- 18 septembre :
  - James Cooley, mathématicien américain († 29 juin 2016).
  - Abel Goumba, médecin et homme politique centrafricain († 11 mai 2009).
  - Jacques Moujica, coureur cycliste espagnol naturalisé français († 13 novembre 1950).
- 19 septembre : James Lipton, écrivain et poète américain († 2 mars 2020).
- 20 septembre : Jean Weinbaum, peintre suisse puis américain († 27 janvier 2013).
- 21 septembre :
  - Flavio Costantini, peintre et illustrateur d'inspiration libertaire italien († 20 mai 2013).
  - Don Dunstan, homme politique australien († 6 février 1999).
  - Prosper Weil, juriste et universitaire français († 3 octobre 2018).
- 23 septembre :
  - Aage Birch, skipper danois († 13 février 2017).
  - John Coltrane, saxophoniste de jazz américain († 17 juillet 1967).
- 24 septembre : Ricardo María Carles Gordó, cardinal espagnol († 17 décembre 2013).
- 25 septembre :
  - Sonia Gechtoff, peintre américaine († 1er février 2018).
  - Andries Kinsbergen, homme politique belge († 24 juin 2016).
- 26 septembre :
  - André Cellier, acteur et metteur en scène français († 21 janvier 1997).
  - Stevan Karamata, géologue serbe († 25 juillet 2015).
  - Daniel Singer, journaliste polonais († 2 décembre 2000).
- 27 septembre : Jorge Isaac Anaya, amiral argentin († 9 janvier 2008).
- 28 septembre : Jean Brun, coureur cycliste suisse († 30 septembre 1993).
- 29 septembre :
  - Russ Heath, auteur de bande dessinée américain († 23 août 2018).
  - Bernard Maitenaz, ingénieur français († 22 février 2021).

## Octobre

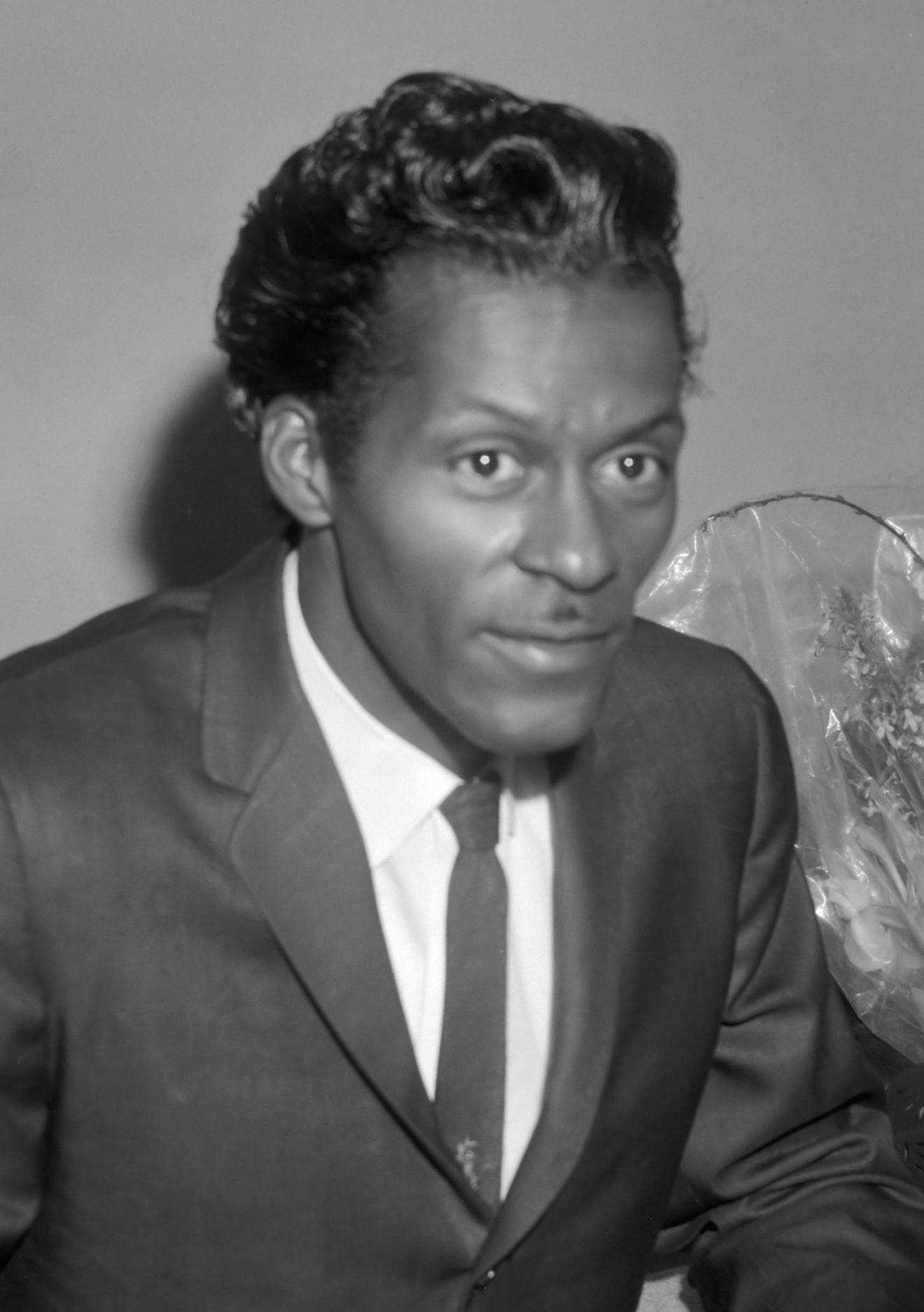
Chuck Berry pionnier du rock n'roll

- 2 octobre : Ramona Fradon, dessinatrice de comics américaine († 24 février 2024).
- 6 octobre : Petar Omčikus, peintre serbe naturalisé français († 26 avril 2019).
- 7 octobre : Marcello Abbado, pianiste et compositeur italien († 4 juin 2020).
- 8 octobre :
  - Louise Hay, écrivaine américaine († 30 août 2017).
  - Tulsi Giri, homme d'État népalais († 18 décembre 2018).
- 9 octobre : Danièle Delorme, actrice et productrice de cinéma française († 17 octobre 2015).
- 10 octobre : Roland Faure, journaliste et dirigeant de presse français († 25 février 2023).
- 11 octobre : 
  - Yvon Dupuis, homme d'affaires, marchand et homme politique fédéral et provincial du Québec († 1er janvier 2017).
  - Earle Hyman, acteur américain († 17 novembre 2017).
  - Thích Nhất Hạnh, moine bouddhiste vietnamien († 22 janvier 2022).
- 12 octobre : Tapio Mäkelä, fondeur finlandais († 12 mai 2016).
- 13 octobre :
  - Ray Brown, contrebassiste de jazz américain († 2 juillet 2002).
  - Martin Ťapák, réalisateur, acteur, danseur et chorégraphe tchécoslovaque († 1er février 2015).
- 15 octobre : Michel Foucault, philosophe français († 26 juin 1984).
- 16 octobre :
  - Ferenc Kárpáti, homme politique hongrois († 27 septembre 2013).
  - Joe Sinnott, dessinateur de bande dessinée américain († 25 juin 2020).
- 17 octobre :
  - Julie Adams, actrice américaine († 3 février 2019).
  - Pierre Castel, entrepreneur français.
  - Archie Duncan, historien écossais († 20 décembre 2017).
  - Karl G. Henize, astronaute américain († 5 octobre 1993).
- 18 octobre :
  - Chuck Berry, guitariste américain († 18 mars 2017).
  - Klaus Kinski, acteur allemand († 23 novembre 1991).
  - John Morris, compositeur américain († 25 janvier 2018).
  - Pierre Quidu, peintre français († 21 juillet 2014).
  - Peter Terry, haut commandant britannique de la Royal Air Force puis gouverneur de Gilbratar († 19 décembre 2017).
- 19 octobre : Bohdan Hawrylyshyn, économiste soviétique puis ukrainien, canadien et suisse († 24 octobre 2016).
- 21 octobre :
  - Smaïn Mahroug, homme politique algérien († 11 janvier 2006).
  - Waldir Pires, juriste et homme politique brésilien († 22 juin 2018).
  - Leonard Rossiter, acteur anglais († 5 octobre 1984).
- 23 octobre : Henri Autran, peintre français († 13 décembre 2007).
- 24 octobre : Y. A. Tittle, joueur américain de football américain († 8 octobre 2017).
- 25 octobre : Jimmy Heath, saxophoniste ténor, compositeur et arrangeur américain de jazz († 19 janvier 2020).
- 26 octobre :
  - Fernand Daoust, homme politique et syndicaliste canadien († 22 janvier 2020).
  - France Slana, peintre, collectionneur et illustrateur slovène († 25 avril 2022).
- 27 octobre :
  - H. R. Haldeman, homme d'affaires et conseiller politique américain († 12 novembre 1993).
  - François Jousselin, peintre français († 3 octobre 2009).
- 29 octobre :
  - Maurice Blomme, coureur cycliste belge († 11 avril 1980).
  - Eleanor Searle, médiéviste américaine († 6 avril 1999).
  - Jon Vickers, ténor canadien († 10 juillet 2015).
- 31 octobre :
  - Miranda Bonansea, actrice et comédienne italienne († 10 février 2019).
  - Jimmy Savile, DJ et présentateur de télévision britannique († 29 octobre 2011).

## Novembre
- 1er novembre :
  - Gottfried Diener, bobeur suisse († 26 mai 2015).
  - Riccardo Garrone, acteur italien († 14 mars 2016).
  - James Marson, homme politique français († 1er décembre 2017).
  - Pachichu, footballeur espagnol († 26 novembre 1989).
  - Betsy Palmer, actrice américaine († 29 mai 2015).
  - Fulvio Roiter, photographe italien († 18 avril 2016).
- 2 novembre : Whitey Skoog, joueur de basket-ball américain († 4 avril 2019).
- 3 novembre :
  - Maurice Couture, évêque canadien, archevêque émérite de Québec († 19 janvier 2018).
  - Paul Rebeyrolle, peintre français († 7 février 2005).
  - Sid-Ahmed Serri, musicien, professeur de musique et chanteur algérien († 15 novembre 2015).
  - Mousse Boulanger, journaliste et écrivaine vaudoise († 16 janvier 2023).
- 4 novembre :
  - Gérald Bloncourt, peintre, poète et photographe haïtien († 29 octobre 2018).
  - Murray Louis, chorégraphe et pédagogue américain († 1er février 2016).
- 5 novembre :
  - Walter Bassan, résistant français († 5 septembre 2017).
  - John Berger, écrivain britannique († 2 janvier 2017).
  - Kim Jong-gil, poète sud-coréen († 1er avril 2017).
- 6 novembre : Jean Courteaux, footballeur français († 11 août 2003).
- 7 novembre :
  - Graeme Allwright, chanteur néozélandais francophone († 16 février 2020).
  - Jean Franval, comédien et directeur d'acteurs français († 6 septembre 2016).
- 8 novembre :
  - Jean Aicardi, médecin français († 3 août 2015).
  - Jack Mendelsohn, auteur de comics américain († 25 janvier 2017).
- 9 novembre :
  - Vicente Aranda, réalisateur et scénariste de cinéma espagnol († 26 mai 2015).
  - Luis Miguel González Lucas dit « Luis Miguel Dominguín », matador († 8 mai 1996).
  - Raphy, de son vrai nom Raphaël Gazrighian, peintre français d'origine arménienne († 27 mars 2022).
  - Rachel Rosenthal, artiste contemporaine († 10 mai 2015).
- 10 novembre : Juan Jesús Posadas Ocampo, cardinal mexicain, archevêque de Guadalajara († 24 mai 1993).
- 11 novembre :
  - Eleanor R. Adair, physiologiste américaine († 20 avril 2013).
  - Harry Arlt, joueur et entraîneur de football est-allemand († 25 juin 2014).
  - José Manuel Caballero Bonald, poète espagnol, lauréat du Prix Cervantes en 2012 († 9 mai 2021).
  - Maria Teresa De Filippis, pilote automobile italienne († 9 janvier 2016).
  - Noah Gordon, romancier américain († 22 novembre 2021).
  - Alfredo Oscar Saint-Jean, militaire et homme d'État argentin († 2 septembre 1987).
- 13 novembre : Don Gordon, acteur et scénariste américain († 24 avril 2017).
- 14 novembre : Lambert Amon Tanoh, homme politique ivoirien  († 13 janvier 2022).
- 15 novembre :
  - Dominique Catta, religieux catholique et maître de chapelle français († 18 août 2018).
  - Richard H. Kline, directeur de la photographie américain († 7 août 2018).
  - Nicholas Shehadie, joueur de rugby à XV australien († 11 février 2018).
- 16 novembre : Jacques Bouyssou, peintre français († janvier 1997).
- 18 novembre :
  - Roy Sievers, joueur de baseball américain († 3 avril 2017).
  - Claude Williamson, pianiste de jazz américain († 16 juillet 2016).
- 20 novembre :
  - Choi Eun-hee, actrice sud-coréenne († 16 avril 2018).
  - Arturo Luz, peintre, graveur, designer et sculpteur philippin († 26 mai 2021).
- 21 novembre :
  - William Wakefield Baum, cardinal américain († 23 juillet 2015).
  - Nelson Zeglio, footballeur brésilien († 25 février 2019).
- 22 novembre : Chafik Abboud, peintre non figuratif libanais naturalisé français († 8 avril 2004).
- 23 novembre :
  - Rafael Eitan, homme politique israélien († 23 mars 2019).
  - Vann Molyvann, architecte et homme politique cambodgien († 28 septembre 2017).
- 24 novembre : Vittorio Miele, peintre italien († 18 novembre 1999).
- 25 novembre :
  - Poul Anderson, écrivain de science-fiction et de fantasy américain († 31 juillet 2001).
  - Jeffrey Hunter, acteur de cinéma et de télévision américain († 27 mai 1969).
- 26 novembre : 
  - Albert Maysles, directeur de la photographie, réalisateur, producteur, monteur et scénariste américain († 5 mars 2015).
  - Ralf Wolter, acteur allemand († 14 octobre 2022).
- 27 novembre : Joseph Tellechéa, joueur et entraîneur de football français († 16 décembre 2015).
- 28 novembre : Gérard Marin, journaliste français († 26 juillet 2016).
- 29 novembre : Béji Caïd Essebsi, président tunisien († 25 juillet 2019).
- 30 novembre :
  - Richard Crenna, acteur américain († 17 janvier 2003).
  - Priscilla Kincaid-Smith, néphrologue australienne d'origine sud-africaine († 18 juillet 2015).

## Décembre
- 1er décembre :
  - James Greene, acteur américain († 9 novembre 2018).
  - Keith Michell, acteur australien († 20 novembre 2015).
- 2 décembre : Rudolph Polder, peintre néerlandais († 16 juillet 2016).
- 3 décembre :
  - Ragnar Hvidsten, footballeur norvégien († 21 septembre 2016).
  - Walter Ormeño, footballeur péruvien († 4 janvier 2020).
- 5 décembre :
  - Bertrand Gagnon, comédien québécois († 2 mars 2007).
  - Serge Markó, peintre français († 4 septembre 2014).
- 6 décembre :
  - Neil Nugent, joueur de hockey sur gazon britannique († 12 avril 2018).
  - Luben Yordanoff, violoniste bulgare, puis monégasque († 4 septembre 2011).
- 7 décembre :
  - Pancho Gonzales, joueur puis entraîneur de football franco-argentin († 5 mars 2016).
  - Charley Marouani, impresario français († 29 juillet 2017).
  - William John McNaughton, missionnaire catholique américain († 3 février 2020).
- 8 décembre : Revaz Tchkheidze, réalisateur soviétique et géorgien († 3 mai 2015).
- 9 décembre :
  - Henri Marque, journaliste français († 15 septembre 2017).
  - Lucien Sève, philosophe français († 23 mars 2020).
- 10 décembre :
  - Harry Fowler, acteur britannique († 4 janvier 2012).
  - Eliahou Winograd, juge israélien († 13 janvier 2018).
- 11 décembre :
  - Richard Devon, acteur américain († 26 février 2010).
  - Jean-Pierre Kahane, mathématicien français († 21 juin 2017).
  - Senén Mesa, coureur cycliste espagnol († 21 novembre 2004).
  - Big Mama Thornton, chanteuse de blues († 25 juillet 1984).
- 12 décembre : Étienne-Émile Baulieu, biologiste français († 30 mai 2025).
- 15 décembre :
  - Barry Driscoll, peintre et sculpteur britannique († 30 avril 2006).
  - Níkos Koúndouros, réalisateur grec († 22 février 2017).
  - Emmanuel Wamala, cardinal ougandais, archevêque émérite de Kampala.
  - Annette Mbaye d'Erneville, femme de lettres et journaliste sénégalaise.
- 17 décembre :
  - Michel Andrault, architecte français  († 5 avril 2020).
  - Georges Laporte, peintre, lithographe et illustrateur français († 7 novembre 2000).
- 18 décembre :
  - Antonio Lamela, architecte espagnol († 1er avril 2017).
  - Walter Lassally, directeur de la photographie allemand († 23 octobre 2017).
- 20 décembre :
  - Raymond Dot, gymnaste français († 30 juin 2015).
  - Geoffrey Howe, homme politique britannique († 9 octobre 2015).
  - Nicole Maurey, actrice française († 11 mars 2016).
- 21 décembre : Herbert Ehrenberg, homme politique allemand († 20 février 2018).
- 22 décembre : Alcides Ghiggia, footballeur uruguayen († 16 juillet 2015).
- 23 décembre :
  - Robert Bly, écrivain, poète, traducteur et éditeur américain († 21 novembre 2021).
  - Raymond Daveluy, organiste, improvisateur, compositeur et professeur émérite canadien († 1er septembre 2016).
  - Jorge Medina Estévez, cardinal chilien († 3 octobre 2021).
- 24 décembre :
  - Ahmed Mohammed Khan, footballeur indien († 27 août 2017).
  - Witold Pyrkosz, acteur polonais († 22 avril 2017).
  - Kamé Samuel, homme politique camerounais († 25 mai 1998).
- 25 décembre :
  - José Balarello, avocat et homme politique français († 25 février 2015).
  - Bibiana Cujec, physicienne slovaque naturalisée canadienne († 8 septembre 2022).
  - Hitoshi Ueki, acteur, chanteur et musicien japonais († 27 mars 2007).
- 26 décembre :
  - Arcabas, peintre et sculpteur français († 23 août 2018).
  - Ali Javan, inventeur et physicien irano-américain († 12 septembre 2016).
  - Gina Pellón, peintre cubaine († 27 mars 2014).
- 27 décembre : Jerome Courtland, acteur, réalisateur et producteur américain († 1er mars 2012).
- 28 décembre : 
  - Fatima Kuinova, chanteuse tadjike († 28 décembre 2021).
  - Primo Sentimenti, footballeur italien († 13 octobre 2016).
- 29 décembre :
  - Carmen Gill-Casavant, muséologue canadienne († 26 août 2018).
  - John Spellman, homme politique américain († 16 janvier 2018).
- 30 décembre :
  - Rey Caney, guitariste, chanteur et joueur de tres cubain († 23 février 2016).
  - Anatoli Logounov, physicien théoricien soviétique et russe († 1er mars 2015).
- 31 décembre : Paolo Magnani, prélat catholique italien († 5 novembre 2023).

## Date précise inconnue
- Sadou Daoudou, homme politique camerounais († 21 novembre 2002).
- Paul Guiragossian, peintre arménien palestinien et libanais († 20 novembre 1993).
- Abul Hasnat Muhammad Kamaruzzaman, homme politique bangladais († 3 novembre 1975).
- Tidiani Koné, saxophoniste malien († février 2001).
- Seghir Mostefaï, avocat et haut responsable algérien († 21 janvier 2016).
- Ndeh Ntumazah, homme politique camerounais († 21 janvier 2010).
- Joaquim Pinto de Andrade, homme politique angolais († 23 février 2008).
- T. N. Seshan, écrivain et activiste social indien († 2005).
- Taklung Tsetrul Rinpoché, tulkou et moine tibétain († 23 décembre 2015).